# Ajmag
Ajmag (Mongools: аймаг, ook getranslitereerd als aymag, aimag, aimaq of aimak; meervoud: ajmguud) is een Mongools en Oost-Turks woord, dat "stam" of "stamgroep" betekent. Het wordt gebruikt als aanduiding voor bestuurlijke gebieden in Mongolië en Rusland.

## Mongolië
In Mongolië wordt de hoogste bestuurslaag zo genoemd. Een ajmag is onderverdeeld in meerdere sumd. De hoofdstad Ulaanbaatar is als apart stadsdistrict onderverdeeld.
De ajmguud werden in 1941 ingesteld in het kader van een bestuurlijke hervorming na de wapenstilstand in de Sovjet-Japanse Grensoorlog. Hierbij werd de bestaande indeling uit het einde van de Qing-dynastie vervangen door een indeling in 11 ajmguud. In 1954 werd een gedeelte van de zuidelijke Gobi teruggegeven aan de Volksrepubliek China en werd het systeem verfijnd. In 1996 vond de laatste herstructurering plaats en sindsdien bestaat het land uit 21 ajmguud:

### Lijst van ajmguud
| Ajmag       | Mongools    | Hoofdstad   | Mongools    |
| ----------- | ----------- | ----------- | ----------- |
| Arhangaj    | Архангай    | Tsetserleg  | Цэцэрлэг    |
| Bajan-Ölgi  | Баян-Өлгий  | Ölgi        | Өлгий       |
| Bajanhongor | Баянхонгор  | Bajanhongor | Баянхонгор  |
| Bulgan      | Булган      | Bulgan      | Булган      |
| Darhan-Uul  | Дархан-Уул  | Darhan      | Дархан      |
| Dornod      | Дорнод      | Tsjojbalsan | Чойбалсан   |
| Dornogovĭ   | Дорноговь   | Sajnsjand   | Сайншанд    |
| Dundgovĭ    | Дундговь    | Mandalgovĭ  | Мандал-Говь |
| Govĭ-Altaj  | Говь-Алтай  | Altaj       | Алтай       |
| Govĭsümber  | Говь-Сүмбэр | Tsjojr      | Чойр        |
| Henti       | Хэнтий      | Öndörhaan   | Өндөрхаан   |
| Hovd        | Ховд        | Hovd        | Ховд        |
| Hövsgöl     | Хөвсгөл     | Mörön       | Мөрөн       |
| Ömnögovĭ    | Өмнөговь    | Dalanzadgad | Даланзадгад |
| Orhon       | Орхон       | Erdenet     | Эрдэнэт     |
| Övörhangaj  | Өвөрхангай  | Arvajheer   | Арвайхээр   |
| Selenge     | Сэлэнгэ     | Sühbaatar   | Сүхбаатар   |
| Sühbaatar   | Сүхбаатар   | Baruun-Urt  | Баруун-Урт  |
| Töv         | Төв         | Zuunmod     | Зуунмод     |
| Uvs         | Увс         | Ulaangom    | Улаангом    |
| Zavhan      | Завхан      | Uliastaj    | Улиастай    |

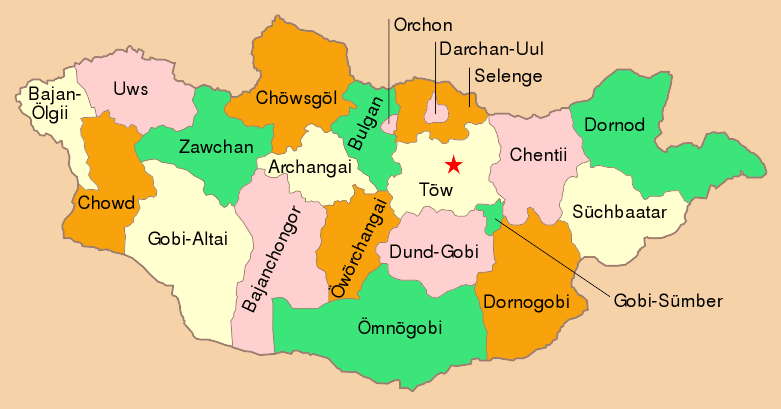
Ligging van de Mongoolse provincies

De nationale hoofdstad Ulaanbaatar is een gemeente die buiten de provinciale indeling valt.

## Rusland
In Rusland wordt de benaming ajmak als Altajse benaming gebruikt voor gemeentelijke districten in de autonome deelrepubliek Altaj. Als officiële benaming wordt daar echter het Russische woord 'rajon' aangehouden, anders dan in de autonome deelrepublieken Jakoetië en Toeva waar wel benamingen uit de lokale taal als officiële benaming zijn ingesteld in plaats van het Russische 'rajon' (respectievelijk oeloes en kozjuun).